# Khủng bố tại Việt Nam
Lịch sử Việt Nam chưa ghi nhận những vụ khủng bố có quy mô lớn, nhưng các âm mưu khủng bố là rất nhiều.

## Thời kỳ chiến tranh
Trong thời kỳ chiến tranh với Pháp, để tiêu diệt lực lượng quân du kích Việt Nam, quân đội Pháp đã áp dụng chiến thuật vành đai trắng, khủng bố trắng để bố ráp, vây đánh đẩy lui quân kháng chiến.
Bên cạnh đó, trong thời kỳ chiến tranh Việt Nam, với sự giúp đỡ của CIA, phía Việt Nam Cộng hòa cũng đã triển khai Chiến dịch Phượng hoàng nhằm tróc rễ các cơ sở bí mật nằm vùng của Cộng sản. Các nỗ lực của chiến dịch Phượng hoàng chủ yếu diễn ra bằng các biện pháp trấn áp, bắt giữ những người bị nghi ngờ là du kích ủng hộ quân Giải phóng miền Nam.

## Hiện tại
Ngày nay, tại Việt Nam, chế định khủng bố được quy định trong Bộ luật Hình sự ra đời sau vụ khủng bố ngày 11 tháng 9 tại Mỹ. Các hoạt động mang tính đối kháng bằng bạo lực với Nhà nước Cộng hòa xã hội chủ nghĩa Việt Nam thường bị chính quyền Việt Nam liệt vào tội "khủng bố" và đều bị lực lượng an ninh Việt Nam phát hiện và ngăn chặn.
Bộ Luật hình sự nước CHXHCNVN năm 1999 cũng có quy định tội danh về khủng bố. Nhà nước Việt Nam cũng quy kết cho một số tổ chức là phản động và những hoạt động của họ nhằm chống lại chính quyền là khủng bố. Điều 113 Luật hình sự 2015 quy định: "1. Người nào nhằm chống chính quyền nhân dân mà xâm phạm tính mạng của cán bộ, công chức hoặc người khác, thì bị phạt tù từ 12 năm đến 20 năm, tù chung thân hoặc tử hình... 3. Phạm tội trong trường hợp đe dọa xâm phạm tính mạng hoặc có những hành vi khác uy hiếp tinh thần, thì bị phạt tù từ 05 năm đến 10 năm. 4. Khủng bố cá nhân, tổ chức nước ngoài hoặc các tổ chức quốc tế nhằm gây khó khăn cho quan hệ quốc tế của nước Cộng hòa xã hội chủ nghĩa Việt Nam, thì cũng bị xử phạt theo Điều này".
Vào ngày 11 tháng 6 năm 2023, một nhóm người không xác định danh tính có mang theo vũ trang đã tấn công trụ sở Ủy ban nhân dân hai xã Ea Tiêu và Ea Ktur thuộc huyện Cư Kuin, tỉnh Đắk Lắk khiến 9 người tử vong, trong đó có 4 công an, 1 Chủ tịch ủy ban nhân dân xã, 1 Bí thư Đảng ủy xã và 3 dân thường, 2 người khác bị thương, đồng thời đốt phá nhiều tài liệu, giấy tờ và tài sản. Theo quan điểm của chính quyền Việt Nam, đây là một vụ tấn công khủng bố có tính chất đặc biệt nghiêm trọng.